# Nikocado Avocado
Pour les articles homonymes, voir Perry.
Nicholas Perry, plus connu sous le pseudonyme Nikocado Avocado, né le 19 mai 1992 à Kherson, en Ukraine, est un vidéaste web américain connu pour ses vidéos mukbang. À la suite du succès viral de plusieurs vidéos où il renie son mode de vie végétalien, il gagne un large public sur YouTube en mangeant de grandes quantités de nourriture.

## Biographie
Nicholas Perry naît à Kherson, en Ukraine puis est adopté bébé par une famille américaine et vit à Harrisburg, en Pennsylvanie. Perturbé par son adoption et en recherche d'attention, il est suivi psychologiquement depuis ses cinq ans et consomme des antidépresseurs depuis ses sept ans.
Il pratique le théâtre à l'université et reçoit des rappels[Quoi ?] pour The Glee Project. Il devient violoniste et travaille chez Home Depot tout en poursuivant une carrière de musicien indépendant.
Il déménage à New York en 2013. Il rejoint un groupe Facebook pour les végétaliens et rencontre Orlin Home, qui vit en Colombie. Ils se marient en 2017.

### Carrière de vidéaste
À partir de 2014, Nicholas Perry publie des vidéos de lui jouant du violon ainsi que des vlogs de style de vie végétalien. En septembre 2016, il publie une vidéo expliquant pourquoi il n'est plus végétalien, évoquant des problèmes de santé dont notamment une carence de vitamine B-12 et une hypoglycémie.
Après 2016, il commence à poster des vidéos mukbang. La première cumule 50 000 vues en quelques semaines. Il devient l'un des premiers hommes américains à participer à la tendance (les mukbangs étant généralement réalisés par des femmes) et apparaît en 2018 dans la série Tosh.0 (en). Il affirme[Quand ?] avoir eu des épisodes maniaques dus à sa mauvaise alimentation. Il avoue exploiter ses moments de faiblesse pour encourager les vues de ses vidéos, en ayant régulièrement recours au clickbait. Fin 2019, après une vidéo en collaboration avec Zach Choi et Stephanie Soo, cette dernière l'accuse publiquement de harcèlement (ce que Nicholas Perry nie) et affirme ne pas s'être sentie en sécurité lors de leur collaboration.
En 2019, il déclare qu'il prévoit de poster des vidéos mukbang pendant encore seulement quelques années, et, en raison de sa forte prise de poids, de nombreuses personnes s'interrogent sur l'état de sa santé physique et mentale. Dans le même temps, son audience s'accroît et son business s'avère gagnant, générant plus de deux millions de dollars. Fin 2020, il crée un compte OnlyFans où lui et son mari Orlin publient du contenu pornographique. Toujours en 2019, il déclare à Men's Health qu'il souffre d'une perte de libido et de dysfonction érectile à la suite de sa frénésie alimentaire. Il déclare par la suite être handicapé.
Le 18 septembre 2021, il publie une vidéo annonçant qu'il s'est cassé les côtes en éternuant. Dans les jours qui précédent la vidéo, le diagnostic d'un médecin montre qu'il s'est fracturé trois de ses côtes gauches.
En septembre 2024, il publie une vidéo dans laquelle il révèle avoir perdu 250 livres (soit environ 113 kilogrammes) et où il affirme que les vidéos qu'il publie depuis deux ans étaient déjà enregistrées et que tout n'était qu'une expérience sociale.